# あさか野農業協同組合
あさか野農業協同組合（あさかののうぎょうきょうどうくみあい、JAあさか野、あさか野農協）は、埼玉県朝霞市に本所を置く農業協同組合。埼玉県の最南端に位置する朝霞市、志木市、新座市、和光市の4市を管轄する農協。

## 概要
- 1998年（平成10年）10月1日 - 朝霞地区5農協（朝霞市農協､新座市農協､志木農協､内間木農協､宗岡農協）の合併により発足。
- 2007年（平成19年）10月1日 和光農業協同組合と合併。
- 2019年（平成31年）2月 本所を新座市野火止4-5-21から朝霞市大字溝沼466へ移転。

## 店舗

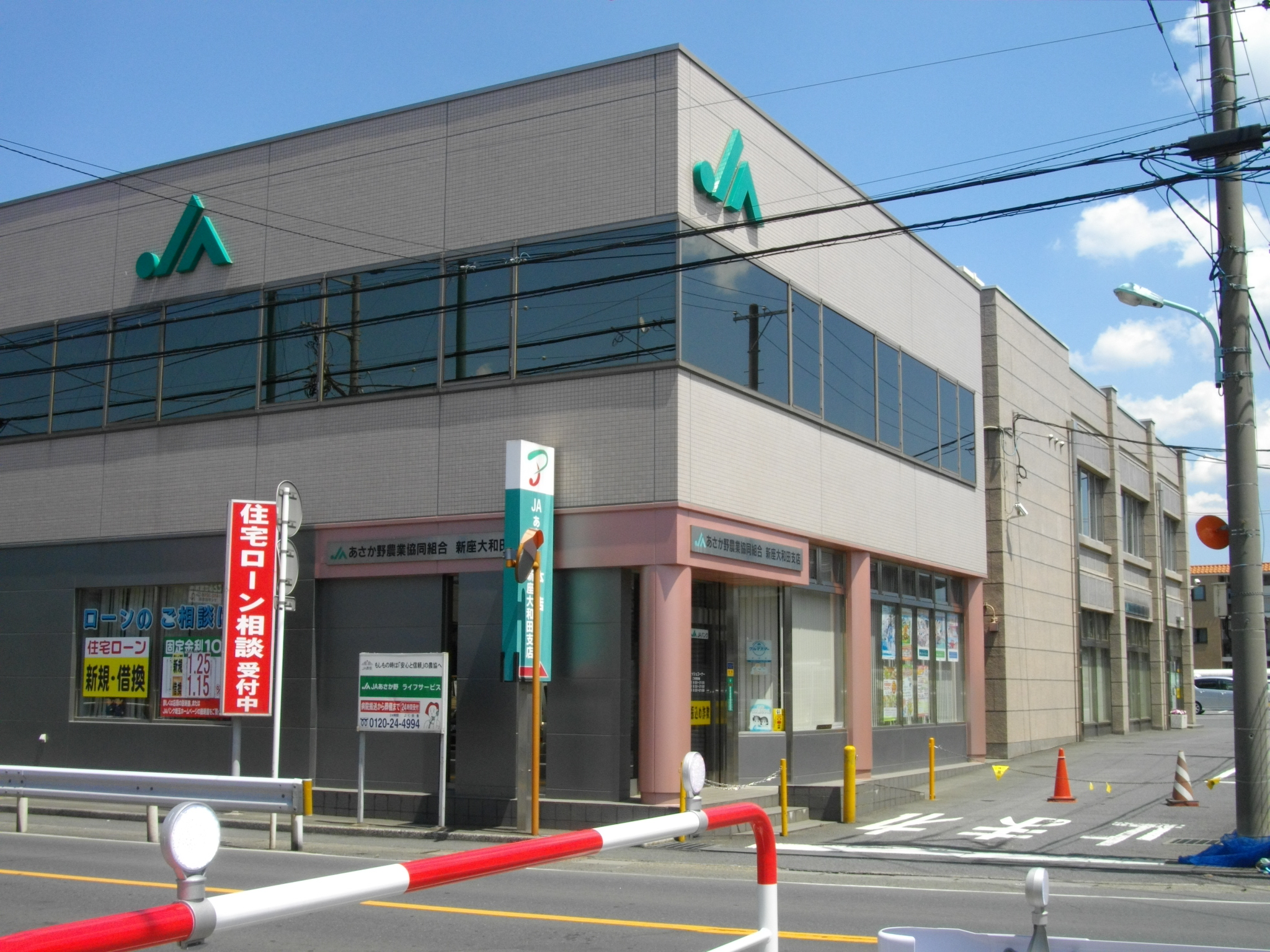
あさか野農業協同組合旧本店（2019年の移転前）

- 本店
- 野火止支店
- 新座支店
- 朝霞支店
- 志木支店
- 和光支店
- 総合相談センター
- JAあさか野ライフサービス
- 経済配送センター
- 新座農産物直売センター
- 和光農産物直売センター